# Agusta A.109
L’Agusta A.109 est un hélicoptère bimoteur léger polyvalent à double usage civil et militaire italien. Depuis le rapprochement entre Agusta et Westland, il est baptisé AW109.
Les versions disponibles sont AW109 Power (civil et militaire), AW109 GrandNew, AW109 Trekker et AW109LUH (militaire).

## Origine
C’est en 1965 que le constructeur italien Agusta lança une vaste étude pour déterminer les besoins du marché civil en matière d’hélicoptères. Cette étude déboucha sur le développement de l'A.109, un hélicoptère de transport civil léger monomoteur autour d’une turbine Turboméca Astazou XII de 740 chevaux. Réalisant que le marché était nettement plus favorable à une version bimoteur, l’appareil fut modifié en 1967 pour recevoir deux turbines Allison 250-C14, devenant A.109A. La version militaire A.109B fut rapidement abandonnée, Paolo Bellavita et Bruno Lovera se concentrant sur une version civile pour huit passagers baptisée Hirundo (Hirondelle). Cet appareil se présentait comme une machine compacte à la configuration classique, avec un rotor quadripale et un fuselage soigneusement profilé comportant une robuste coque ventrale en nid d’abeille et des panneaux latéraux en alliage léger. Aménagé pour deux pilotes et six passagers se partageant deux banquettes, suivis d’un compartiment à bagages, la cabine est suivie d’une section rigide comportant deux réservoirs d’une capacité totale de 550 litres et, à la base, le logement du train d’atterrissage principal, escamotable.
Le premier vol eut lieu à Cascina Costa le 4 août 1971 avec Ottorino Lancia et Paolo Bellavita aux commandes. La mise au point de l’appareil fut longue et laborieuse. Accidenté, le premier prototype fut remplacé par un second courant 1972, rejoint par un troisième en version militaire en 1973 et un quatrième (civil), tandis qu’une cinquième cellule était affectée aux essais statiques. Le premier appareil de série prit l’air en avril 1975 seulement. La certification VFR fut obtenue le 30 mai 1975, juste avant l’ouverture du 31e Salon du Bourget, suivie deux jours plus tard de la certification américaine, et les livraisons commencèrent début 1976. Le 20 janvier 1977 la certification IFR avec un seul pilote était obtenue.
La désignation Hirundo fut rapidement abandonnée, probablement en raison d’une consonance japonaise.
Cet appareil qui venait se placer entre l’Agusta-Bell AB.206 et le Bell 212 devint rapidement un succès commercial, son utilisation s’étendant au transport sanitaire et aux missions SAR. En 1975 fut également relancée l’idée d’une version militaire et l'Aviazione Leggera dell'Esercito commanda cinq exemplaires [EI-851/855] pour soutenir le constructeur et participer au développement de cette version. Deux exemplaires livrés en 1977 furent équipés de missiles Hughes M65 puis de missiles anti-char TOW. À partir de ces essais furent développées plusieurs versions militaires qui connurent un certain succès à l’exportation.

## Production
Le 1er janvier 1999 les livraisons se montaient à 621 appareils, soit 513 civils et 108 militaires. À noter que les fuselages sont construits en Pologne par l’usine PZL-Świdnik.

## Les versions
- A.109A : première version civile, qui se distingue des prototypes par une dérive sous la poutre porte-empennages. Environ 150 appareils livrés à partir de 1976, ce modèle étant remplacé à partir de septembre 1981 par l'A.109A Mk II. Deux turbines Rolls-Royce 250-C20B de 420 chevaux.
  - A.109A Mk II : nouvelle version civile apparue en septembre 1981 ; modifications de la chaîne mécanique, poutre porte-empennages redessinée, avionique modernisée pour utilisation IFR avec un seul pilote. Environ 200 exemplaires construits jusqu’en 1989.
  - A.109A Mk II MAX : appareil de transport sanitaire dérivé du A.109A Mk II avec cabine élargie, réservoir de carburant reporté sous le plancher de cabine et portes de cabine s’articulant non plus sur un côté mais en deux panneaux basculant vers le haut et le bas. Proposé à partir de 1985, avec des turbines Rolls-Royce 250-C20R-1.
- A.109B : version militaire non construite.
- A.109C : appareil de transport civil pour huit passagers, deux turbines Allison 250-C20R-1 et pales du rotor principal en matériaux composites. Renforcement du train d’atterrissage pour passer de 2 585  à   2 705 kg en charge.
- A.109CM : version militaire standard dérivée de l'A.109C.
  - A.109EOA : version destinée à l’armée italienne, qui a commandé seize EOA-1 et huit EOA-2, tous livrés en 1988. Train d’atterrissage fixe, pointe avant allongée, portes coulissantes, points d’emport externes, viseur laser et contre-mesures, turbines Allison 250-C20R/1 de 450 chevaux caractérisent cet appareil destiné aux missions d’observation et de reconnaissance armée (Elicottero d'Osservazione Avanzata).
  - A.109BA : modèle militaire avec train fixe adapté aux besoins de l’armée belge, 46 appareils assemblés par SABCA. La commande belge a été à l’origine d’un scandale politique qui a entraîné la démission du secrétaire général de l’OTAN, Willy Claes, puis sa condamnation pour corruption. L'affaire Agusta-Dassault
  - A.109LOH : version de reconnaissance, observation et transport tactique destinée à la Malaisie.
  - A.109C MAX : appareil de transport sanitaire destiné spécifiquement au marché américain et certifié début 1989. Dérivé de l'A.109C avec cabine élargie et portes de cabine s’articulant non plus sur un côté mais en deux panneaux basculant vers le haut et le bas. Deux civières et trois personnes assises prennent place dans la cabine, disposant d’un volume utile de 3,96 m3.
- A.109D : un prototype à train escamotable doté d’une turbine Allison 250-C22 entraînant une nouvelle tête de rotor en titane.
- A.109E Power / AW109 Power : nouvelle version civile, dérivée de l'A.109K-2, donc avec cabine élargie et trains rétractables, produite initialement avec deux turbomoteurs Pratt & Whitney PW206C de 732 chevaux. Le prototype de ce modèle [I-EPWR] a effectué son premier vol le 8 février 1995, la certification étant obtenue en août 1996. En cours de production deux turbines Turboméca Arriel 2K1 furent proposées en option, sans changement de désignation.
  - A.109E Power Elite : A.109E avec cabine allongée.
  - A.109LUH / AW109LUH : version utilitaire militaire (Light Utility Helicopter) dérivé de l'A.109E pour les besoins de l’Afrique du Sud, qui a commandé trente appareils (+ 10 options) à produire par Denel Aviation (en) en Afrique du Sud.
  - MH-68A Stingray : huit A.109E Power utilisés pour des missions d’intervention armée par les garde-côtes américains, au sein de l'unité HITRON.
- A.109K : version militaire de l'A.109E dont le prototype vole en avril 1983 avec des turbines Turboméca Arriel 1K de 722 chevaux. Fuselage modifié à l’avant et au niveau des moteurs, transmission renforcée, points pour charges externes, train fixe à jambes allongées.
  - A.109K2 : appareil de sauvetage conçu pour répondre à une demande de la REGA, organisme suisse de sauvetage aérien, pour équiper ces huit bases de montagne. C'est un A.109K optimisé pour opérations en altitude : turbines Turboméca Arriel 1K1 de 771 chevaux, train fixe, de nouveaux réservoirs, béquille arrière à la place de la dérive, projecteur Spectrolab SX16, treuil externe d’une capacité de 200 kg. Cet appareil a depuis été proposé à divers services de police avec de nombreuses options d’équipement.
  - A.109KM : version militaire.
  - A.109KN : version navale.
  - A.109GdiF : version de surveillance des côtes dédiée à la Guardia di Finanza, comportant une avionique spécifique, un radar de recherche RDR-1500, un projecteur et une mitrailleuse MG-3.
- A.109S Grand : version civile allongée avec deux turbines Pratt & Whitney PW207.
- AW109 GrandNew (ou AW109 SP) : version améliorée remplaçant l’A109S Grand avec des équipements plus modernes (VFR et IFR, TAWS and EVS, et de nouveaux équipements pour les missions medevac et EMS [Quoi ?].
  - AW109 Trekker : version modifiée de l'AW 109S Grand équipée de skis-patins d’atterrissage au lieu du train à roues. Moteurs PW207C (815 shp O.E.I. max contingency power). Genesis glass cockpit. Max take-off-weight : 3 175 kg.
  - AW109SP "Da Vinci" : appareil de sauvetage conçu sur demande de la REGA, avec train d'atterrissage fixe. Remplacent les A.109K2
- CA 109 : modèle produit sous licence en Chine par Changhe Aircraft Industries.

## Coût opérationnel
En 2015, le coût par heure de vol de l'Augusta A.109 est évalué à 3 300 euros par le ministère de la Défense belge.

## Galerie

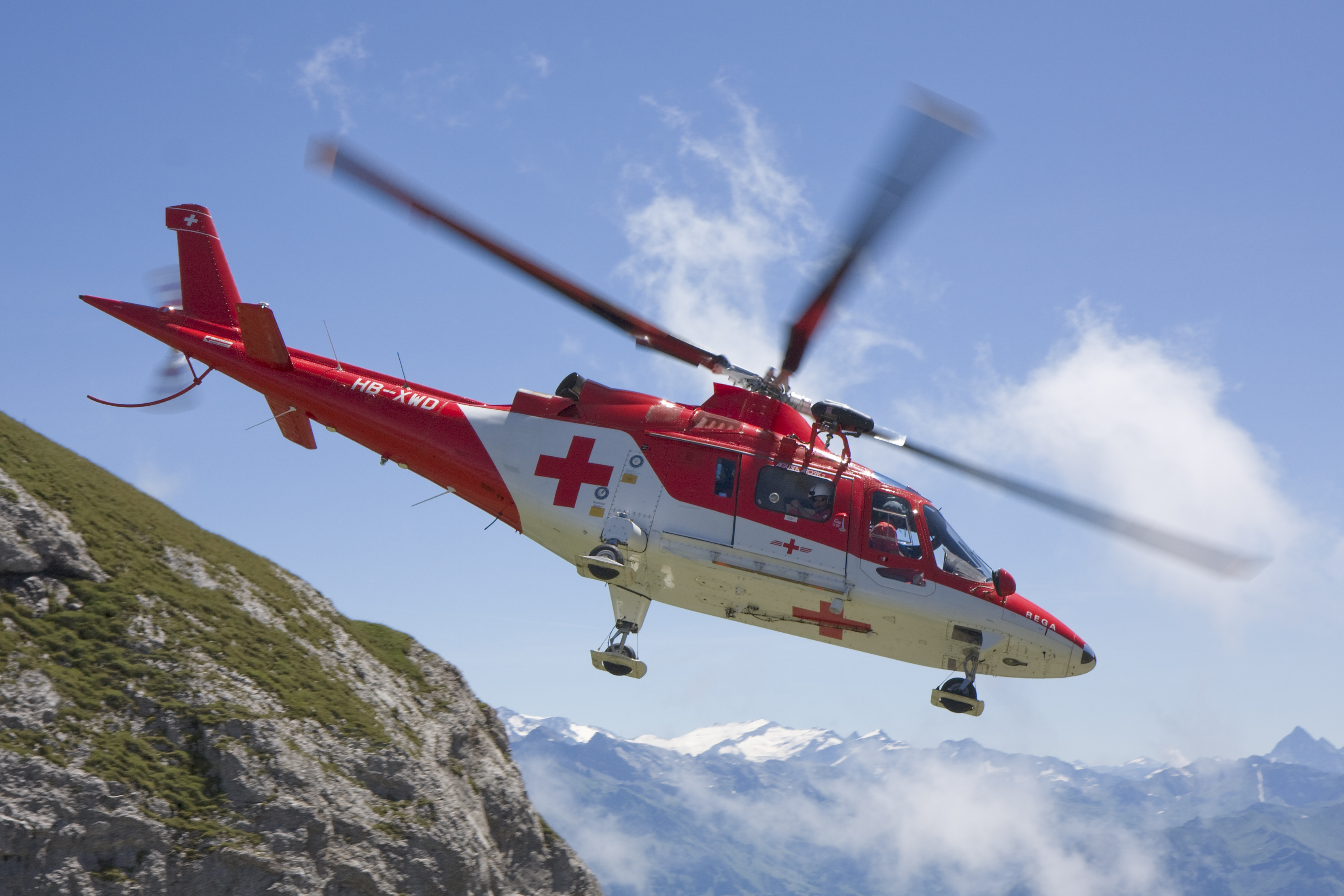
Un AgustaWestland A109 K2 de la REGA décolle du Pilatus après avoir embarqué un patient.
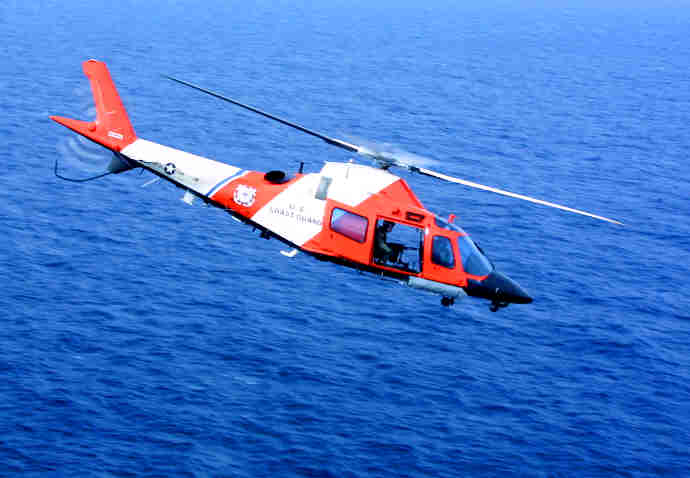
MH-68A Stingray de l'USCG.
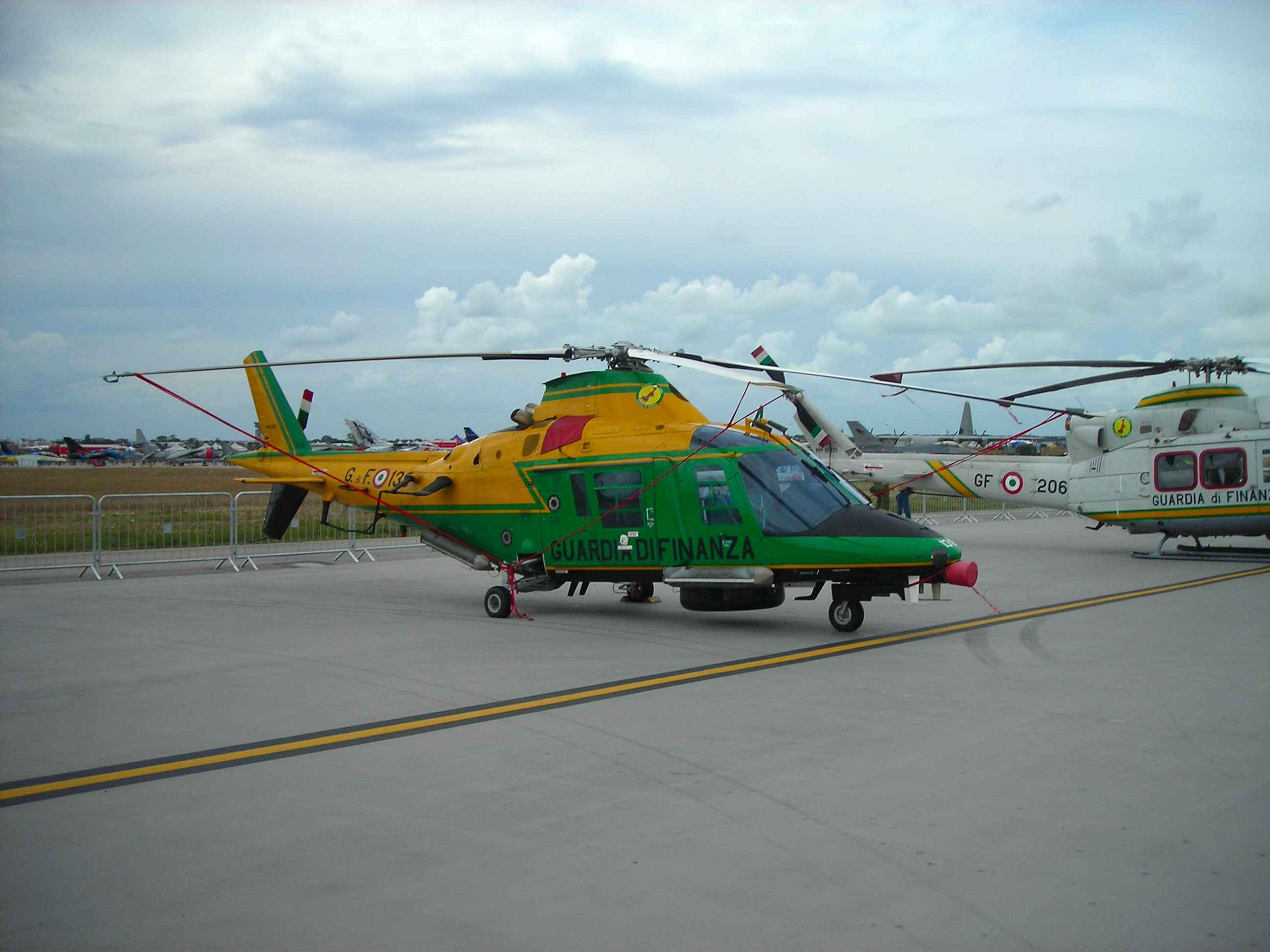
Agusta A.109GdF de la Guardia di Finanza.
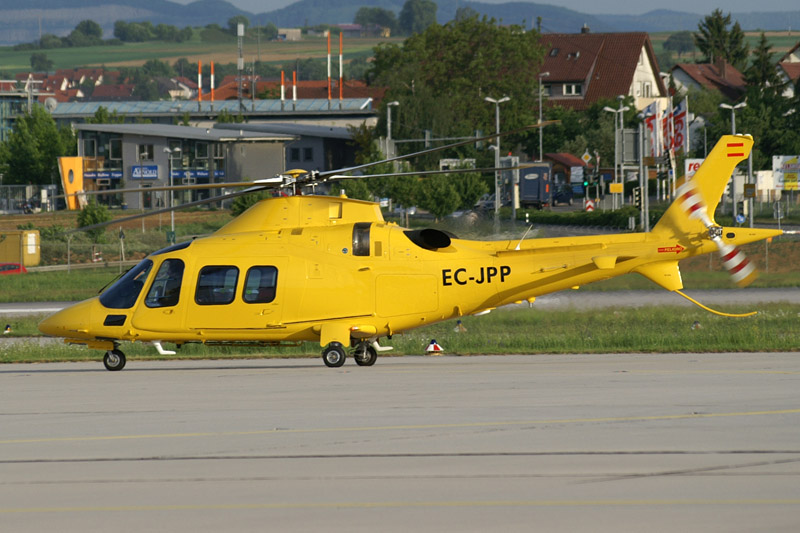
Agusta A.109S Grand d'Helisureste.
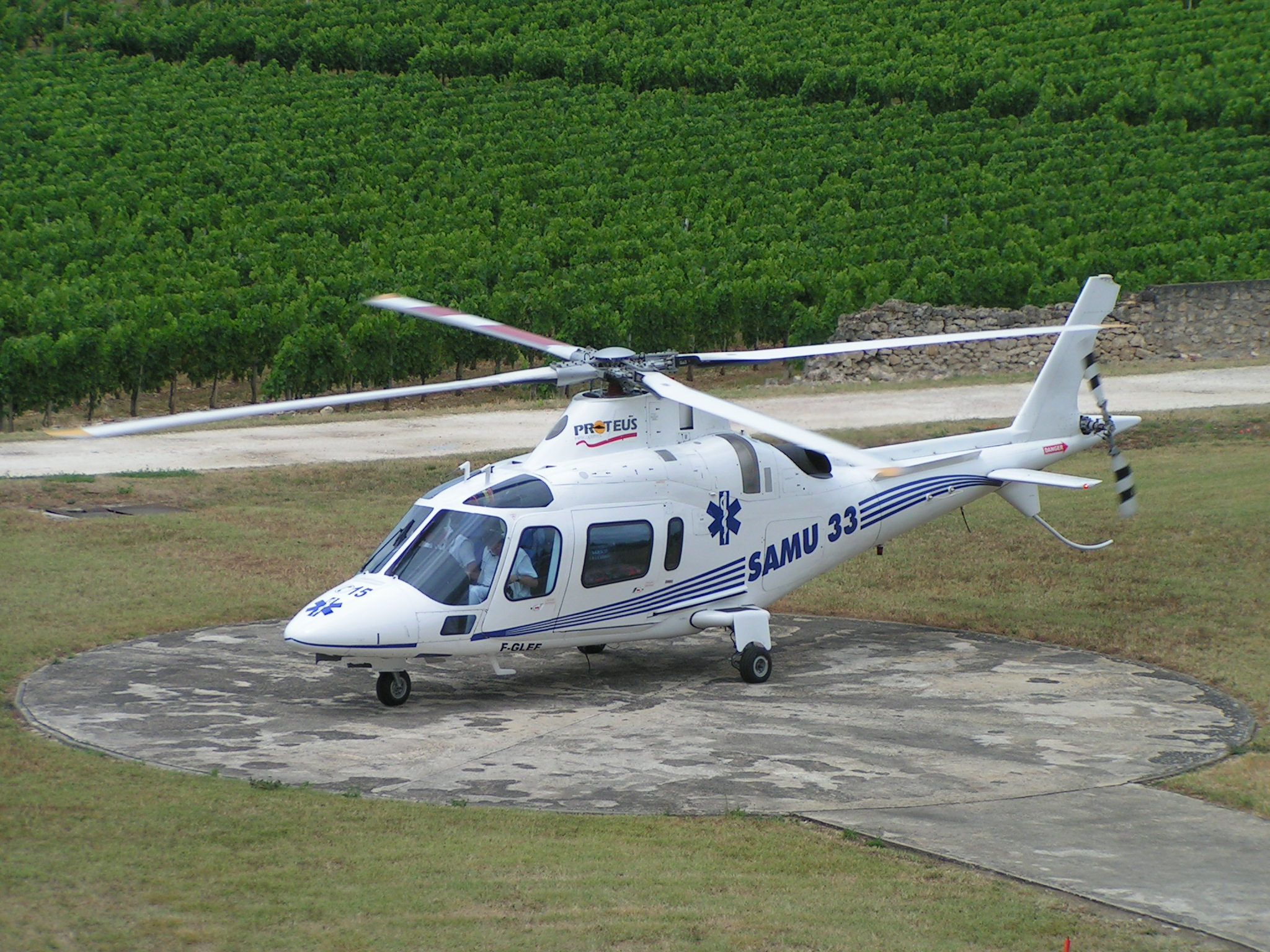
Agusta A.109 version sanitaire SAMU Gironde.
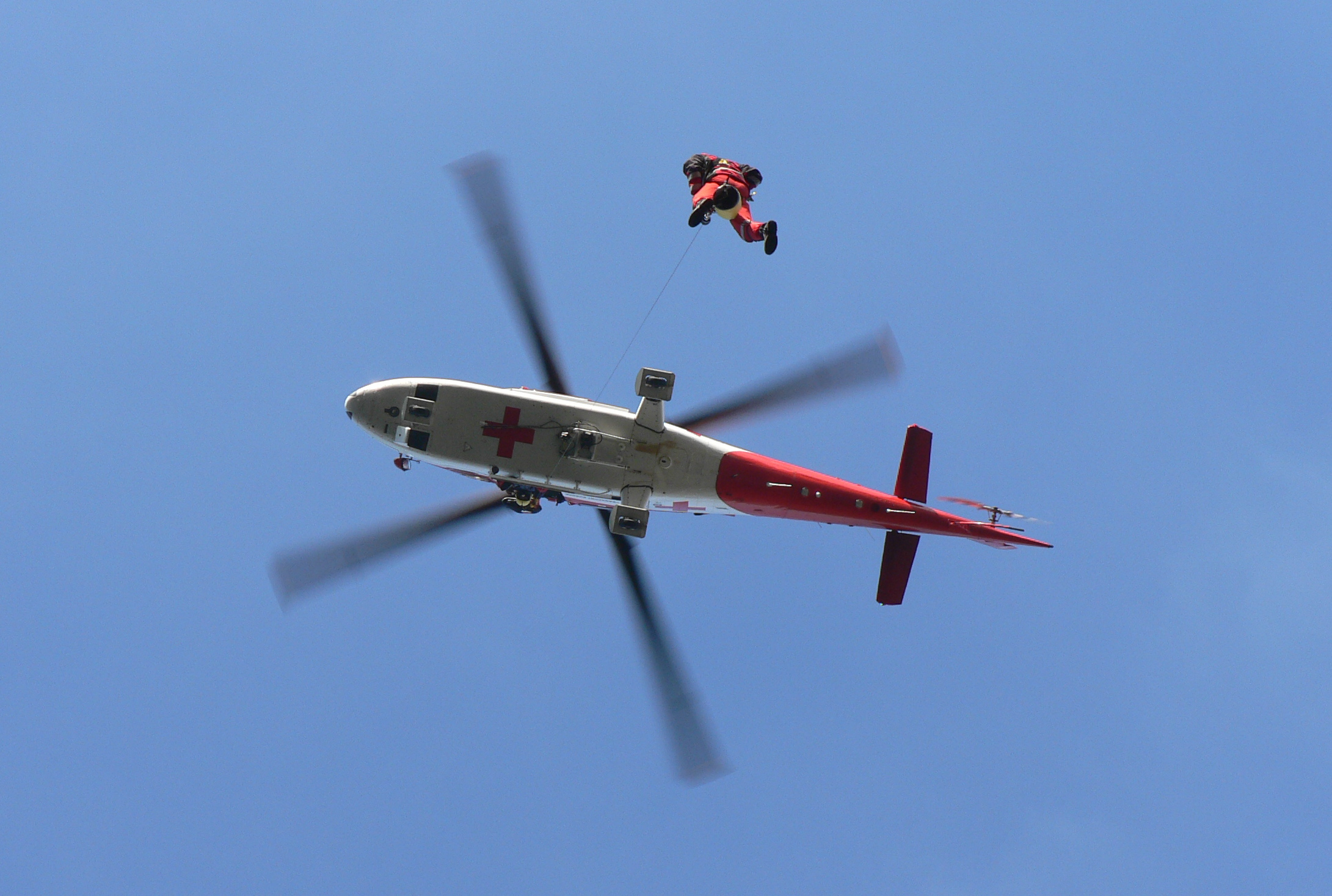
Un Agusta A109 K2 lors d'un hélitreuillage de sauvetage en Slovaquie.
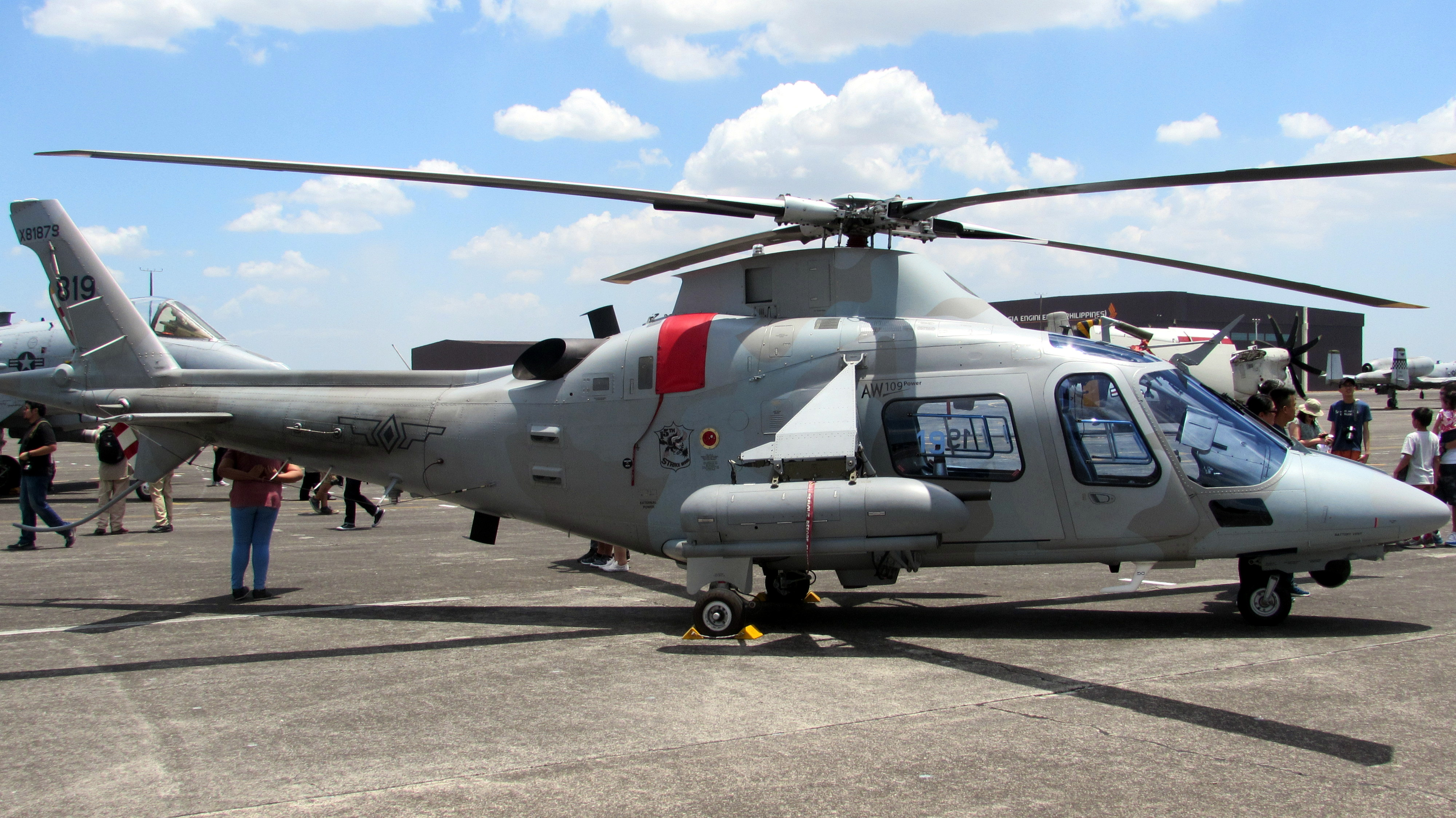
Un AW109 du 15th Strike Wing de la force aérienne philippine armé d'une nacelle de mitrailleuse de calibre 12;7mm/lance-roquettes FN Herstal en 2016.
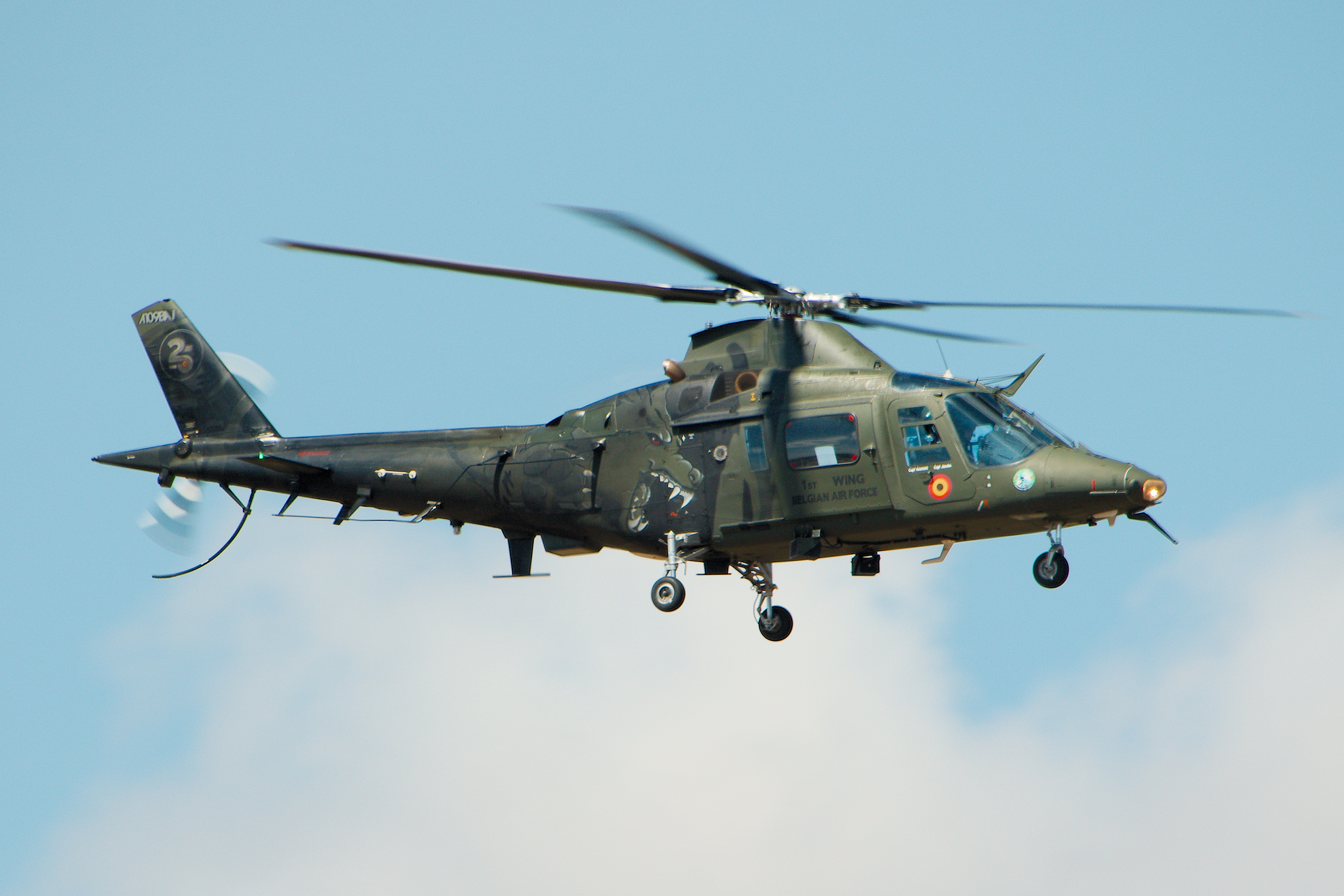
Un A109 de la force aérienne belge au Royal International Air Tattoo 2018.

## Utilisateurs militaires et gouvernementaux
- Afrique du Sud : trente A.109LUH destinés à remplacer les Alouette III de la Force aérienne sud-africaine ont été commandés en septembre 2000 (avec option pour cinq appareils supplémentaires), cinq A.109M étant livrés par AgustaWestland à Bloemfontein le 19 octobre 2005, le solde de la commande devant être produit sous licence par Denel Aviation (en). Les premiers appareils construits en Afrique du Sud ont été livrés début 2006 à la 87 Helicopter Flying School de Bloemfontein, les No 17 Sqdn (Swartkop) et No 19 Sqdn (Hoedspruit) recevant leurs premiers appareils à partir de juillet suivant.
- Albanie :
- Algérie : un nombre indéterminé de A.109 LUH est utilisé par la gendarmerie et la police algériennes.
- Argentine : en 1980 furent commandés quinze A.109A pour l’Aviacion Naval (SAR) et l’Ejercito Argentino (transport de commandos). Six de ces appareils furent utilisés durant la Guerre des Malouines pour transporter des forces spéciales dans l’archipel. Quatre furent détruits durant la contre-attaque britannique et deux saisis par les Britanniques. Les derniers appareils ont alors été regroupés au sein d’une escadrille unique (EAEA 602) de l’Ejercito basée à Campo de Mayo. En 1990 trois nouveaux appareils ont été achetés pour le Grupo Especiale de la Gendarmeria Nacional pour des opérations antiterroristes ou antinarcotiques.
- Angola : Commande en 2015 de 6 A.109E Power pour la Force aérienne nationale angolaise[3].
- Australie : début 2007 la Royal Australian Navy a loué à Raytheon Australia trois A.109E Power destinés à l’entrainement des pilotes au sein du No 805 Sqdn de HMAS Albatross à Nowra. Deux appareils [N42-501 et N42-505] ont été livrés en février et le dernier [N42-510] est arrivé en août.
- Belgique : 18 appareils de reconnaissance et 28 appareils antichars. Ces derniers sont équipés d’un système de visée tout-temps Saab-Esco et de huit missiles TOW-2A. Commandés en 1988, les premiers appareils sont sortis de l’usine SABCA en février 1992, le dernier a été livré le 4 février 1994. Équipant les 17e Bataillon et 18e Bataillon, stationnés initialement à Werl et Merzbrück, en Allemagne, ainsi que l’école d’aviation légère de Brasschaat, ils ont été regroupés à la base aérienne de Bierset en 2000. Cinq A.109BA ont été revendus en avril 2007 au Bénin. La commande des appareils en 1988 est au cœur de l'Affaire Agusta-Dassault. En janvier 2022, la Composante air en compte 18 en fonction, dont un appareil dédié aux démonstrations et à la voltige[4].
- Bénin : cinq A.109BA achetés en Belgique en avril 2007. Un mis en réserve.
- Bangladesh : deux appareils commandés pour la Marine du Bangladesh début 2010[5]
- Chili : utilisé par les Carabineros
- États-Unis : l’USCG a loué huit MH-68A en 2003 à AgustaWestland, associé à Lockheed Martin, pour équiper l’Helicopter Interdiction Tactical Squadron-10 (HITRON-10) stationné à NAS Cecil Field, Jacksonville, Floride. Utilisés pour des missions de lutte contre les narcotrafiquants dans le Golfe du Mexique, ils sont équipés d’une mitrailleuse de calibre 12,7 mm en sabord. Mis en service le 31 janvier 2003, ces appareils ont été remplacés par des MH65C Dolphins en 2008.
- Ghana : en 1979 ce pays africain achète dix A.109 équipés de missiles antichars HOT. Deux seulement semblaient encore en service au sein du No 2 Sqdn en 1999.
- Grèce : 12 exemplaires de l'AB-205A[6].
- Honduras :
- Irak :
- Italie :
  - La Polizia reçoit ses trois premiers A.109A en juillet 1976.
  - En 1975 l'Aviazione Leggera dell'Esercito commanda cinq A.109A [EI-851/853] qui furent livrés en 1977, soit trois A.109A (EC-1) de transport VIP et de liaison et deux A.109AT (EC-1A) de lutte antichar. Après des essais satisfaisants 24 exemplaires supplémentaires furent achetés [EI-856/879], soit seize EAO-1 et huit EOA-2. Ils ont été transférés à la 271e Squadriaglia ERI de Casarsa et la 483e Squadriaglia de Rimini.
  - De son côté la marine italienne loue à Agusta un A.109A Mk II [I-VRGT/5-01], utilisé pour des missions de transport VIP.
- Lettonie : les garde-frontières lettons disposent de deux A.109E Power en 2006.
- Libye : quelques A.109A ont été utilisés par l’Académie militaire de Misrata en date de 1999, ils ne sont, en 2016 plus en service. La police des frontières a reçu un total de 10 A.109E Power, le premier en février 2007. Au moins trois ont été détruits entre le début de la guerre civile en 2011 et 2014. Quatre ont été vus en bon état en 2013. En mars 2016, au moins deux appareils aident les frappes aériennes de l’armée nationale libyenne[7]
- Malaisie : onze A.109LOH ont été commandés par l’armée malaise en octobre 2003, deux appareils ayant été loués de 2005 pour assurer la formation des équipages en attendant les premières livraisons de ces appareils qui doivent remplacer les Alouette III. Le premier appareil [M81-01] a été remis au 881 Skwadron le 8 décembre 2005, le dernier [M81-11] le 12 septembre 2006.
- Mexique : trois AgustaWestland A.109S Grand sont utilisés en 2006 par le gouvernement mexicain pour les déplacements officiels.
- Nigeria : la Marine du Nigeria a commandé quatre A.109E Power en 2001 pour surveiller les champs pétroliers situés dans le delta du Niger. Deux appareils ont été livrés au 101 Sqdn en octobre 2002, deux autres en septembre 2004.
- Ouganda : deux A.109 commandés par le gouvernement ougandais ont été retournés en Italie et échangés avec des AB 412.
- Paraguay :
- Pérou : douze A.109K2 ont été livrés à l’armée péruvienne.
- Philippines : trois A.109 commandés par la marine philippine pour un montant de 1 337 176 584 Pesos philippins le 20 décembre 2012 (24,8 millions d'euros en janvier 2013)[8]. 8 AW109 sont commandés en novembre 2013 pour 3,4 milliards de pesos (77 millions de dollars) par la force aérienne philippine. Les premiers sont livrés en décembre 2014 et sont armés de nacelles de mitrailleuses et lance-roquettes[9].
- Royaume-Uni :
  - La RAF a remplacé en 2005 les Twin Squirrel HCC.1 du No 32 (The Royal) Sqdn par trois AgustaWestland A.109E Power [ZR321/323],
  - durant la reconquête des Malouines les troupes britanniques saisirent deux appareils argentins, qui ont été transférés au Flight 8, 657 Sqdn de l’Army Air Corps. Deux autres A.109A furent ensuite achetés neufs, ces appareils étant utilisés par les SAS.
- Slovénie : le ministère de l'Intérieur slovène a commandé en 2003 un A.109E Power (+ deux options) pour des missions de surveillance des frontières et de transport sanitaire.
- Suède : en juin 2001 le service du Matériel de l’armée suédoise (FMV) a annoncé la sélection de l'A.109LUH, préféré à l’Eurocopter EC635 ou au MD Helicopters MD-900 Explorer pour remplacer les AB 204, Hughes 269 (en) et AB 206, 20 appareils étant commandés pour les forces terrestres et navales. Courant 2003 la Suède a loué à AgustaWestland deux A.109E Power [91 et 92] pour assurer la formation des équipages des Hkp-15 (désignation suédoise), construits par Denel Aviation (en) en Afrique du Sud. Le premier a été livré officiellement le 28 mars 2006, les deux derniers livrés le 2 septembre suivant. Douze Hkp-15A sont basés à terre et 8 Hkp 15B sont opérés depuis les corvettes de la classe Visby.
- Venezuela : dix Agusta A.109A ont été livrés à l’armée entre 1983 et 1989, utilisés par le 811 Grupo Aéreo de Logistica. Une dizaine d’autres sont utilisés par la Garde Nationale.

## Utilisateurs civils
- Canada : 2 Agusta AW109 GrandNew opérés par AirMédic inc. Ces appareils sont configurés pour l'évacuation médicale (MedEvac).
- Bulgarie : 2 Agusta A109 K2 achetés en 2013. Ce sont deux anciens appareils de la Garde aérienne suisse de sauvetage[10].
- France: Un AW109S Trekker utilisé par SAF Aerogroup pour le transport médical (SMUH), basés à Valence, Nice ainsi que Rouen. Babcock MCS France a par le passé exploité 2 Augusta A109.
- Slovaquie : Air – Transport Europe (en): 10 Agusta A109 K2 dont 8 achetés à la Garde aérienne suisse de sauvetage entre 2003 et 2005. Deux appareils ont été perdus dans des accidents. Le 2 janvier 2006 se produisit un accident mortel près de Lehota. Le 17 juillet 2015, un appareil à percuter une ligne à haute-tension avant de s'écraser au sol, il eut 4 victimes[11].
- Suisse : 75 Agusta 109 ont été ou sont immatriculés en Suisse (9 Agusta A109A, 3 Agusta A109A II, 7 Agusta A109C, 20 Agusta A109E, 16 Agusta A109 K2 (REGA), 5 Agusta A109S et 16 Agusta A109SP)[12].
  - Garde aérienne suisse de sauvetage (REGA) : 11 AgustaWestland A109 SP Grand "Da Vinci" équipent les bases 5 à 14 pour les missions dans les Alpes[13],[14]. Entre 1991 et 2003, 16 Agusta 109 K2 ont été opérés par la Rega[15].

## Dans la culture populaire
L'Agusta A109A est notamment utilisé dans les films Jurassic Park et Jurassic World.